# Kazimiera Dębska

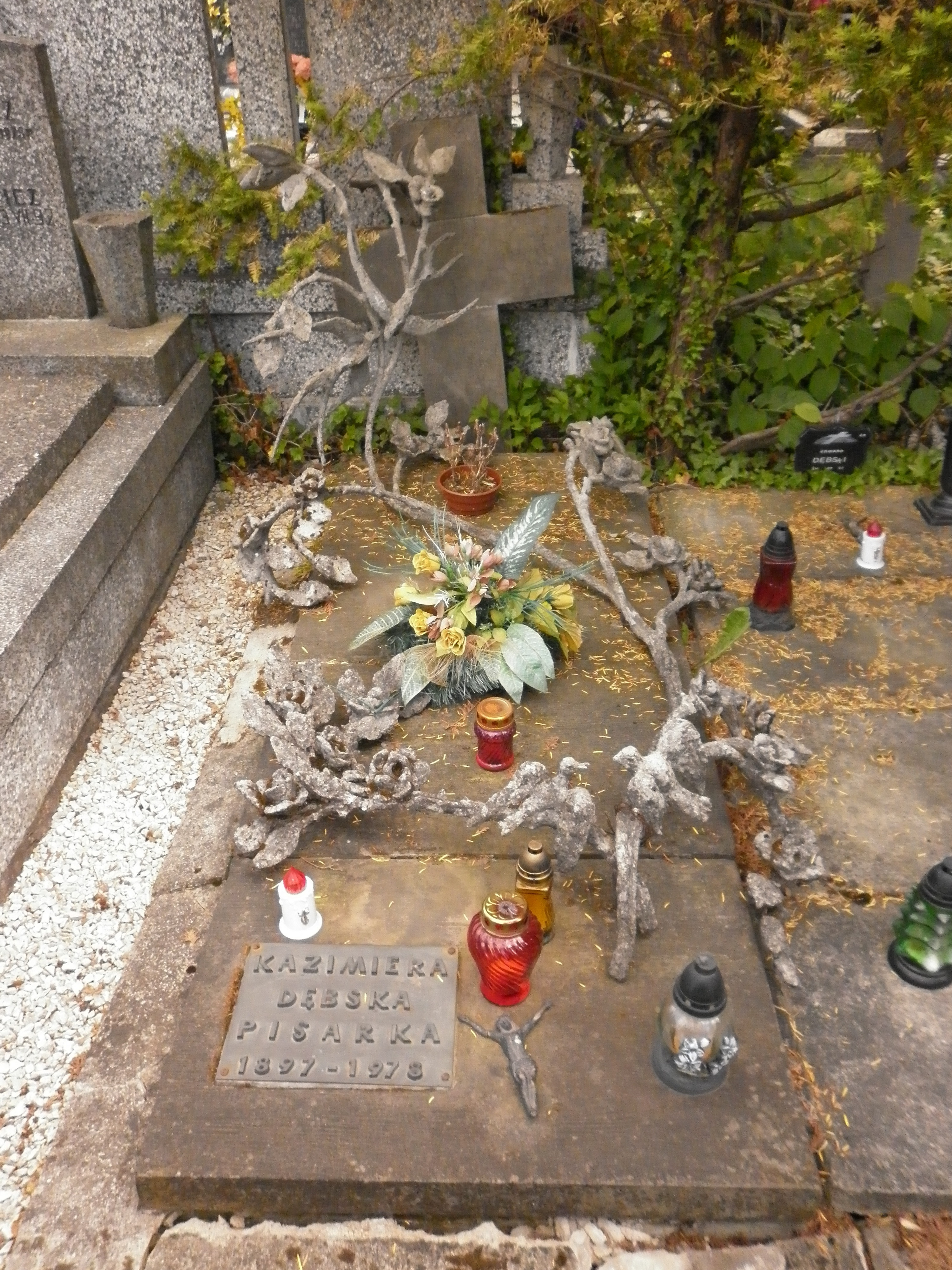
Grób Kazimiery Dębskiej na cmentarzu w Pyrach

Kazimiera Dębska (ur. 1897, zm. 1978) – polska pisarka, autorka bajek.
Jej prawnuczką jest malarka i rysowniczka Aleksandra Waliszewska.
Została pochowana na cmentarzu w Pyrach.

## Twórczość[2]
- Leć bajko w świat, wyd. Światowid (1948), z ilustracjami M. Walentynowicza
- Kwiaty matki, wyd. Nasza Księgarnia (1948 i 1960), książka nagrodzona w konkursie zorganizowanym przez wydawcę[3]
- Kapitan Jeż i sierżant Psujaczek, Wydawnictwo Literackie (1959)
- Bajki babuni, wyd. Anna Dębska (2013)